# 한연
한연(韓演, ? ~ ?) 또는 한인(韓縯, 韓寅) 은 후한 후기의 관료로, 자는 백남(伯南)이며, 영천군 무양현(舞陽縣) 사람이다. 사공 한릉의 손자이다.

## 행적
효렴으로 천거되고, 하내태수·단양태수·패상을 지냈으며, 유능한 관리로 명성이 있었다.
영수 원년(155년) 6월, 사공 방식이 면직되었다. 당시 태상이었던 한연은 뒤를 이어 사공에 임명되었다.
영수 3년(157년) 11월, 사도 윤송이 죽으니 사도로 전임되었다.
양황후(梁皇后)가 죽은 후, 당시 조정에서 전횡을 일삼은 대장군 양기는 등맹(鄧猛)이 환제의 총애를 받도록 하기 위하여 등맹을 양씨 집안의 여자로 속이고 들여보냈다. 한연은 이를 묵인해 주었다.
연희 2년(159년) 8월, 양기가 스스로 목숨을 끊었다. 양기와 연루된 수많은 중신들이 벌을 받았는데, 이때 한연은 전에 양기를 도왔던 것이 적발되어 호광·손랑과 함께 하옥되었다. 이후 처형될 것을 한 등급 낮추어, 봉토를 빼앗기고 서인이 되어 고향으로 쫓겨났다.
연희 8년(165년), 다시 조정의 부름을 받아 사례교위에 임명되었다. 이때 환관 좌관·태복 좌칭·패상 구공 등을 탄핵하였다.

## 일화
하내태수 시절, 한연은 공과 사를 철저히 구분하여 자신이 천거한 사람에게는 좋은 말을 한 마디 해줄 뿐이고 그 집안에는 일절 관여하지 않았다. 그러고는 이렇게 말하였다.
| “ | 나는 쓸만한 인재를 추천할 뿐, 사사로이 은혜를 베풀 수는 없다. | ” |

이에 반하여 주경은 태수 시절 효렴을 천거할 때마다 그 가족들과 함께 하고 전별도 해주는 등 후하게 대하였다. 세간에서는 둘의 행동을 비웃었다.

## 출전
- 응소, 《풍속통의》(風俗通義) 권5 십반(十反)·권7 궁통(窮通)
- 사마표(司馬彪), 《속한서》 제13 오행1
- 범엽, 《후한서》 권7 효환제기·권44 등장서장호열전·권45 원장한주열전·권78 환자열전

## 가계

### 관련 인물
한기　한신
| 전임 호광 | 후한의 태상 ? ~ 155년 6월 | 후임 손랑 |

| 전임 방식 | 제34대 후한의 사공 155년 6월 ~ 157년 11월 | 후임 손랑 |

| 전임 윤송 | 제36대 후한의 사도 157년 11월 ~ 159년 8월 | 후임 축염 |